# La Grande-Motte
La Grande-Motte è un comune francese di 8 522 abitanti situato nel dipartimento dell'Hérault, nella regione dell'Occitania (Camargue).
L'attuale territorio comunale è stato ricavato da quello del comune di Mauguio nel dicembre 1974; all'epoca questo territorio era poco antropizzato, separato com'era dai paesi della zona da uno stagno (étang de l'Or). A partire dagli anni sessanta fu creata dal nulla, nella zona, una stazione balneare attrezzatissima, con nuovi immobili, campeggi, attrezzature e porto per nautica da diporto e così via, con l'obiettivo di intercettare il turismo che all'epoca si orientava verso destinazioni spagnole. Parte rilevante e molto visibile dell'intervento urbanistico sono gli edifici creati dall'architetto Jean Balladur, evocanti le piramidi precolombiane.

## Società

### Evoluzione demografica
Abitanti censiti